# Csajkovszkij park
Le Csajkovszkij park (en français : « parc Tchaïkovski ») est un jardin public du 10e arrondissement de Budapest, dans le quartier d'Óhegy. 